# Brigitte Frank

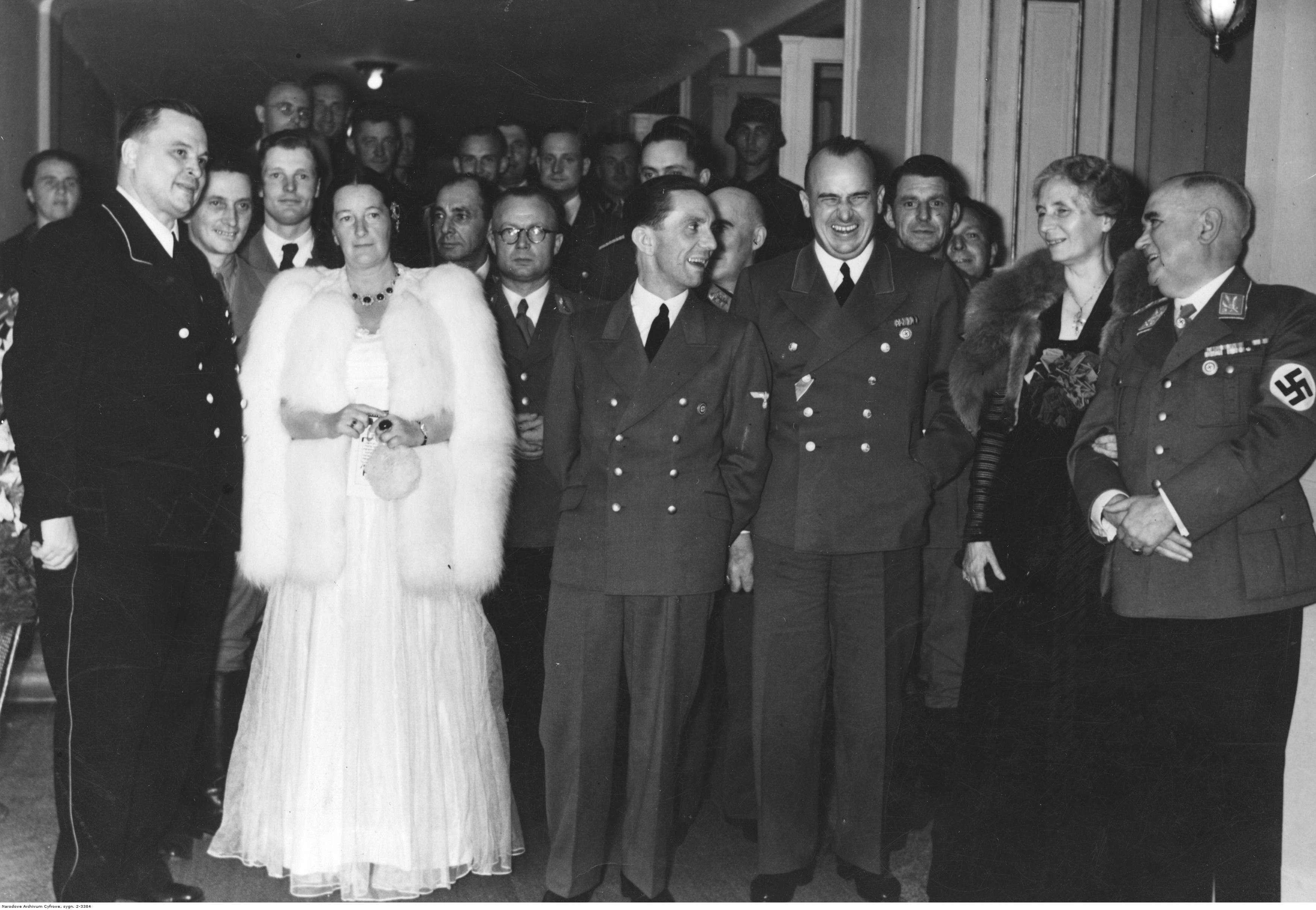
NS-Vertreter im Staatstheater des Generalgouvernements in Krakau, 1. Reihe von links nach rechts: Friedrichfranz Stampe, Brigitte Frank, Joseph Goebbels, Hans Frank, unbekannt, Ludwig Siebert (1. September 1940).

Brigitte Frank (* 29. Dezember 1895 in Eitorf an der Sieg als Maria Brigitte Herbst; † 9. März 1959 in München) war die Ehefrau des nationalsozialistischen Juristen und Generalgouverneurs von Polen, Hans Frank. Dort bezeichnete sie sich völlig unironisch als „Königin von Polen“. Sie ist die Mutter des Schriftstellers und ehemaligen Stern-Redakteurs Niklas Frank, der mehrere Bücher über seine Familie publizierte.

## Herkunft und Anfänge
Brigitte Herbst kam 1895 als Tochter des Spinnereibesitzers Otto Herbst und dessen Frau Martha, geb. Langer, in Eitorf an der Sieg zur Welt. Knapp zwei Jahre nach ihrer Geburt zog die junge Familie nach Forst (Lausitz), da Martha Herbsts Familie dort erfolgreich im Fleisch- und Wurstvertrieb tätig war. Brigitte Herbst hatte vier Geschwister: Else, Martha, Otto und Heinrich. Am 25. Januar 1908 starb ihr Vater durch Suizid. Sie war sehr selbstsicher und unabhängig und strebte schon als junges Mädchen einen höheren Lebensstandard an.
Nachdem sie früh die Schule verlassen hatte, ging sie bei einem Rechtsanwalt in die Lehre zur Stenotypistin. Während des Ersten Weltkriegs wechselte sie nach Berlin, da sie sich dort bessere Chancen erhoffte. In Berlin arbeitete sie bei einem Anwalt, der ihr kündigte, nachdem er festgestellt hatte, dass sie in seiner Kanzlei illegal Pelze lagerte. Sie handelte lebenslang fast immer ohne Gewerbeanmeldung mit Pelzwerk. Nachdem sie einen verwitweten Leutnant kennengelernt hatte, der eine Sekretärin und ein Kindermädchen für seine Kinder suchte, wurde sie zu seiner Geliebten und siedelte mit ihm nach München über.

## Ehe mit Hans Frank
Anfang der 1920er Jahre bekam Brigitte Herbst eine Stelle als Stenografin im bayerischen Landtag und später als Sekretärin an der Münchener Universität. Dort tippte sie auch Dissertationen der Studenten ab. Auf diese Weise lernte sie im Mai 1924 den fünf Jahre jüngeren Hans Frank kennen, einen national-gesinnten, antisemitischen Jura-Studenten, der mit der NSDAP sympathisierte. Brigitte Herbst hatte gegenüber ihren Freundinnen oft geäußert, sie müsse vor ihrem 30. Geburtstag verheiratet sein. Hans Frank war gerade zum Dr. jur. promoviert und stieg innerhalb der NSDAP zu Hitlers persönlichem Rechtsbeistand auf. Sie selbst hielt nichts vom Nationalsozialismus oder von Hitler, über den sie sich im Familien- und Freundeskreis lustig machte. Als politisch uninteressierter Mensch spielte es für sie keine Rolle, in welcher Partei ihr Ehemann war. Sie war nie Mitglied irgendeiner Partei oder einer nationalsozialistischen Organisation.
Am 2. April 1925 fand in München die Hochzeit statt. Die Eheleute waren sowohl vom Charakter und der Einstellung wie auch vom Alter und kulturellen Hintergrund her sehr verschieden. Die „kühle Preußin“ Brigitte Frank, die in einfachen Verhältnissen aufgewachsen war und der Intimität und Sensibilität fremd waren, sah sich einem jungen, lebenslustigen Bayern aus einer begüterten Anwaltsfamilie gegenüber, der musisch und sentimental veranlagt war. Die Ehe war nicht sehr herzlich, Frank konnte sich gegenüber seiner dominanten Frau nicht durchsetzen. Zu Beginn der Ehe fehlte es an Geld, doch beide Ehepartner liebten früh Luxus und Repräsentation.
Brigitte Frank gebar insgesamt fünf Kinder:
- Sigrid Frank (geb. 1927, München – gest. in Südafrika)
- Norman Frank (geb. 1928, München – gest. 2009[1])
- Brigitte Frank (geb. 1935, München – gest. 1981)
- Michael Frank (geb. 1937, München – gest. 1990)
- Niklas Frank  (geb. 1939 in München)

Brigitte Frank betrachtete ihre Kinder als Legitimation für ihren Status als Ehefrau eines Reichsministers und als „Königin von Polen“. („Hans, ich habe dir fünf Kinder geboren!“ war ihr bevorzugtes Argument, um ihren Ehemann zu etwas zu bewegen). Sie hegte keine mütterlichen Gefühle und war nicht besonders kinderlieb. Den Geburten folgten oft lange Kuraufenthalte. Laut ihrem jüngsten Sohn Niklas soll sie außerdem mehrere Abtreibungen gehabt haben, da sie fürchtete, das Kind von einem ihrer Geliebten empfangen zu haben, darunter mutmaßlich der Staatsrechtler Carl Schmitt und der Gouverneur des Distrikts Galizien, Karl Lasch. Die Familie Frank lebte auf einem alten restaurierten Bauernhof, dem „Schoberhof“, in Fischhausen in der bayerischen Gemeinde Schliersee am gleichnamigen See.
Mit Franks Aufstieg innerhalb der Partei nach der Machtergreifung und dem steten Erwerb immer neuer hoher Parteiämter ging ein konstanter Statuszuwachs einher, auf den Brigitte Frank sehr stolz war.

## „Königin von Polen“
Nachdem Hans Frank am 26. Oktober 1939 zum Generalgouverneur für die besetzten polnischen Gebiete ernannt worden war, zog die Familie Frank am 9. November 1939 auf die königliche Burg von Krakau, den Wawel. Zunächst war das Königsschloss von Warschau als Wohn- und Dienstsitz des Generalgouverneurs vorgesehen worden, doch dann fiel Hitlers Wahl auf den Wawel als Herzstück des alten Polen. Fortan gebärdeten sich die Franks in Polen wie ein Herrscherpaar; Brigitte Frank nannte sich selbst „Königin von Polen“. Sie fuhr im offenen Mercedes-Benz in die Ghettos von Krakau und Warschau und verschaffte sich dort, unter Ausnutzung des deutschen Terrors Schmuck, Pelze und andere Wertsachen.
Schloss Kressendorf außerhalb von Krakau (vormals im Besitz des Hauses Potocki) diente der Familie als Ferien- und Wochenendsitz. Während des Krieges schickte Brigitte Frank massenhaft Lebensmittel zu ihrer Familie nach Forst, teilweise mit dem Sonderzug ihres Mannes. In Berliner Regierungs- und Parteikreisen wurden Vorwürfe laut, das Generalgouvernement sei ein Hort von Korruption und Vetternwirtschaft.
Nachdem Hans Frank 1942 seine Jugendliebe Lilly Groh (1898–1977) wieder getroffen hatte, beabsichtigte er, seine Frau zu verlassen und Groh zu heiraten. Brigitte Frank wollte auf ihren Status als „hohe Frau“, Gattin eines Reichsministers und „erste Frau“ im Generalgouvernement nicht verzichten und reiste nach Berlin, um bei Hitler persönlich zu intervenieren. Als sie die Geliebte gegenüber dem Reichsführer SS Heinrich Himmler als „Jüdin“ bezeichnete, um sie loszuwerden, war das eheliche Verhältnis fortan gänzlich zerrüttet. Hans Frank verbrachte von da an nur noch wenig Zeit mit seiner Familie, da er, so oft es ging, zu Lilly Groh nach Bayern fuhr. Brigitte Frank war auf dem Wawel nur noch begrenzt geduldet.

## Nach dem Krieg
Brigitte Frank floh Ende 1944 mit ihren Kindern aus dem Generalgouvernement ins bayerische Neuhaus. Hans Frank verließ Krakau am 17. Januar 1945, wurde Anfang Mai in Bayern verhaftet und im November in Nürnberg vor das Hauptkriegsverbrechertribunal gestellt. Er wurde für schuldig befunden und am 16. Oktober 1946 hingerichtet.
Im Mai 1945 überfielen befreite polnische Zwangsarbeiter nachts den Schoberhof und ließen die Familie Frank sich mit dem Rücken zur Wand aufstellen. Brigitte Frank rechnete mit ihrer Erschießung, doch die Eindringlinge ließen von der Familie ab, nachdem sie den Weinkeller des Generalgouverneurs gefunden hatten.
Die älteste Tochter Sigrid Frank heiratete im Oktober 1945 im Alter von 18 Jahren. Brigitte Frank lebte auf dem Schoberhof, bis sie im Mai 1947 von den US-Amerikanern in das Arbeits- und Internierungslager Augsburg-Göggingen gebracht wurde. Der um Hilfe gebetene Kardinal Faulhaber ließ die Familie mit Lebensmitteln versorgen.
Sämtliche Ehefrauen der 1946 verurteilten Hauptkriegsverbrecher (sofern in Bayern ansässig) wurden wegen „Flucht- und Verdunkelungsgefahr“ inhaftiert. Im Lager baute Frank eine enge Freundschaft zu Ilse Heß auf; Emmy Göring dagegen wurde zu einer Intimfeindin. Frank kam 1948 aus der Haft frei; das Verfahren gegen sie endete milde, doch das Vermögen blieb eingezogen.
Sie veröffentlichte 1953 das Buch Im Angesicht des Galgens. Deutung Hitlers und seiner Zeit auf Grund eigener Erlebnisse und Erkenntnisse, das ihr Ehemann während seiner Haftzeit im Nürnberger Justizgefängnis von 1945 bis 1946 geschrieben hatte. Das im Eigenverlag erschienene Buch wurde bei Druckkosten von 4,50 DM durch persönliche Briefe an potentielle Käufer zu einem Verkaufspreis von 19,50 DM vertrieben. Der erzielte Gewinn von 250000 DM wurde nicht versteuert, wobei Brigitte Frank ständige Angst vor dem Finanzamt hatte bezüglich Aufdeckung. Nach Aufbrauch des so erworbenen Vermögens Ende der 1950er Jahre richtete Brigitte Frank in ihrer Altbauwohnung in München eine Billig-Schlafstätte mit einem Übernachtungspreis von 5 DM ein. Die Kundenakquise erfolgte durch persönliche Ansprache am Münchner Hauptbahnhof. Brigitte Frank verstarb im März 1959 verarmt in München.
Brigitte Franks gleichnamige Tochter starb als erstes der fünf Kinder 46-jährig im Jahr 1981. Offiziell gab die Familie Krebs als Todesursache an. Es kam jedoch zu Gerüchten, nach denen sie den Suizid gewählt habe, um nicht älter als ihr Vater zu werden, der mit 46 hingerichtet worden war. Der Sohn Michael Frank starb im Alter von 53 Jahren an Organversagen. Im März 2005 veröffentlichte Niklas Frank, der 1987 schon mit einem Buch mit seinem Vater, dem „Polenschlächter“, abgerechnet hatte, auch ein Enthüllungsbuch über seine Mutter, in dem er sie als charakterlose Karrieristin und herzlose Mutter darstellte. Niklas Frank ist das einzige überlebende Kind seiner Eltern (Stand: Februar 2023).